# NGC 1117-1
NGC 1117-1 is een elliptisch sterrenstelsel in het sterrenbeeld Ram. Het sterrenstelsel bevindt zich dicht bij NGC 1117-2 en NGC 1117A.

## Synoniemen
- PGC 10821
- UGC 2337
- MCG 2-8-20
- ZWG 440.22
- KCPG 80B